# Dziedzickia fuscipennis
Dziedzickia fuscipennis är en tvåvingeart som först beskrevs av Daniel William Coquillett 1905.  Dziedzickia fuscipennis ingår i släktet Dziedzickia och familjen svampmyggor.
Artens utbredningsområde är British Columbia. Inga underarter finns listade i Catalogue of Life.